# Kumtorkalai járás
A Kumtorkalai járás (oroszul: Кумторкалинский район) Oroszország egyik járása Dagesztánban. Székhelye Korkmaszkala.
A járás 1992-ben jött létre a Kiziljurti járás, Bujnakszk és Mahacskala egyes részeiből.

## Népesség
- 2002-ben 21 053 lakosa volt, melyből 12 576 kumik (59,7%), 5 128 avar (24,4%), 1 868 dargin (8,9%), 310 lezg, 227 lak, 216 agul, 163 tabaszaran, 150 orosz, 123 cahur, 83 azeri, 69 csecsen, 32 nogaj, 31 rutul.
- 2010-ben 24 848 lakosa volt, melyből 16 647 kumik (67%), 4 643 avar (18,7%), 2 089 dargin (8,4%), 291 lezg, 260 lak, 145 orosz, 144 agul, 134 cahur, 121 tabaszaran, 60 azeri, 48 csecsen, 29 rutul, 22 nogaj.